# Challenger de Génova 2024
El torneo AON Open Challenger 2024 fue un torneo de tenis perteneció al ATP Challenger Tour 2024 en la categoría Challenger 125. Se trató de la 20ª edición; el torneo tuvo lugar en la ciudad de Génova (Italia), desde el 2 hasta el 8 de septiembre de 2024 sobre de tierra batida al aire libre.

## Jugadores participantes del cuadro de individuales
| Preclasificado | País                | Jugador             | Rank1 | Posición en el torneo |
| 1              | Bandera de Brasil   | Thiago Seyboth Wild | 68    | Primera ronda         |
| 2              | Bandera de Brasil   | Thiago Monteiro     | 75    | Cuartos de final      |
| 3              | Bandera de España   | Jaume Munar         | 84    | FINAL                 |
| 4              | Bandera de Colombia | Daniel Elahi Galán  | 127   | Segunda ronda         |
| 5              | Bandera de Italia   | Stefano Napolitano  | 135   | Primera ronda         |
| 6              | Bandera de Italia   | Francesco Passaro   | 154   | CAMPEÓN               |
| 7              | Bandera de Perú     | Juan Pablo Varillas | 157   | Segunda ronda         |
| 8              | Bandera de Italia   | Andrea Pellegrino   | 170   | Primera ronda         |

- 1 Se ha tomado en cuenta el ranking del 26 de agosto de 2024.

### Otros participantes
Los siguientes jugadores recibieron una invitación (wild card), por lo tanto ingresan directamente al cuadro principal (WC):
- Jacopo Berrettini
- Federico Bondioli
- Gianluca Cadenasso

Los siguientes jugadores ingresan al cuadro principal tras disputar el cuadro clasificatorio (Q):
- Matthew Dellavedova
- Moez Echargui
- Kilian Feldbausch
- Genaro Alberto Olivieri
- Andrea Picchione
- Mili Poljičak

## Campeones

### Individual Masculino
- Francesco Passaro derrotó en la final a  Jaume Munar por 7–5, 6–3

### Dobles Masculino
- Benjamin Hassan /  David Vega Hernández derrotaron en la final a  Romain Arneodo /  Théo Arribagé por 6–4, 7–5